# Terremoto de L'Aquila de 2009
El terremoto de L'Aquila de 2009 fue un sismo de magnitud 6,3 en la escala sismológica de magnitud de momento según el Servicio Geológico de los Estados Unidos registrado el día 6 de abril de 2009 en la zona central de la península itálica. El epicentro se localizó en la ciudad de L'Aquila, región de Abruzo. El terremoto dejó 309 muertos, 1.500 heridos y unas 50 000 personas perdieron sus casas a causa de la destrucción total o parcial de miles de edificaciones. Las réplicas continuaron los días posteriores del sismo más fuerte, entre ellos varios que superaron magnitud 5,0.

## Consecuencias

### Muertes
Según los datos se contabilizaron, al final, 309 fallecidos, veinte de ellos niños. Las autoridades anticiparon un posible aumento de la cifra fatal conforme las cuadrillas de rescate se abrían paso entre los escombros. Mientras tanto el ministro de Interior, Roberto Maroni dijo que temía que hubiera "entre 100 y 150 víctimas mortales". En la tarde del 6 de abril, el primer ministro de Italia, Silvio Berlusconi, confirmó que eran "más de 150" los muertos y "más de 1.500 los heridos" en el terremoto, durante una intervención en la televisión italiana Canale 5, de su propiedad.

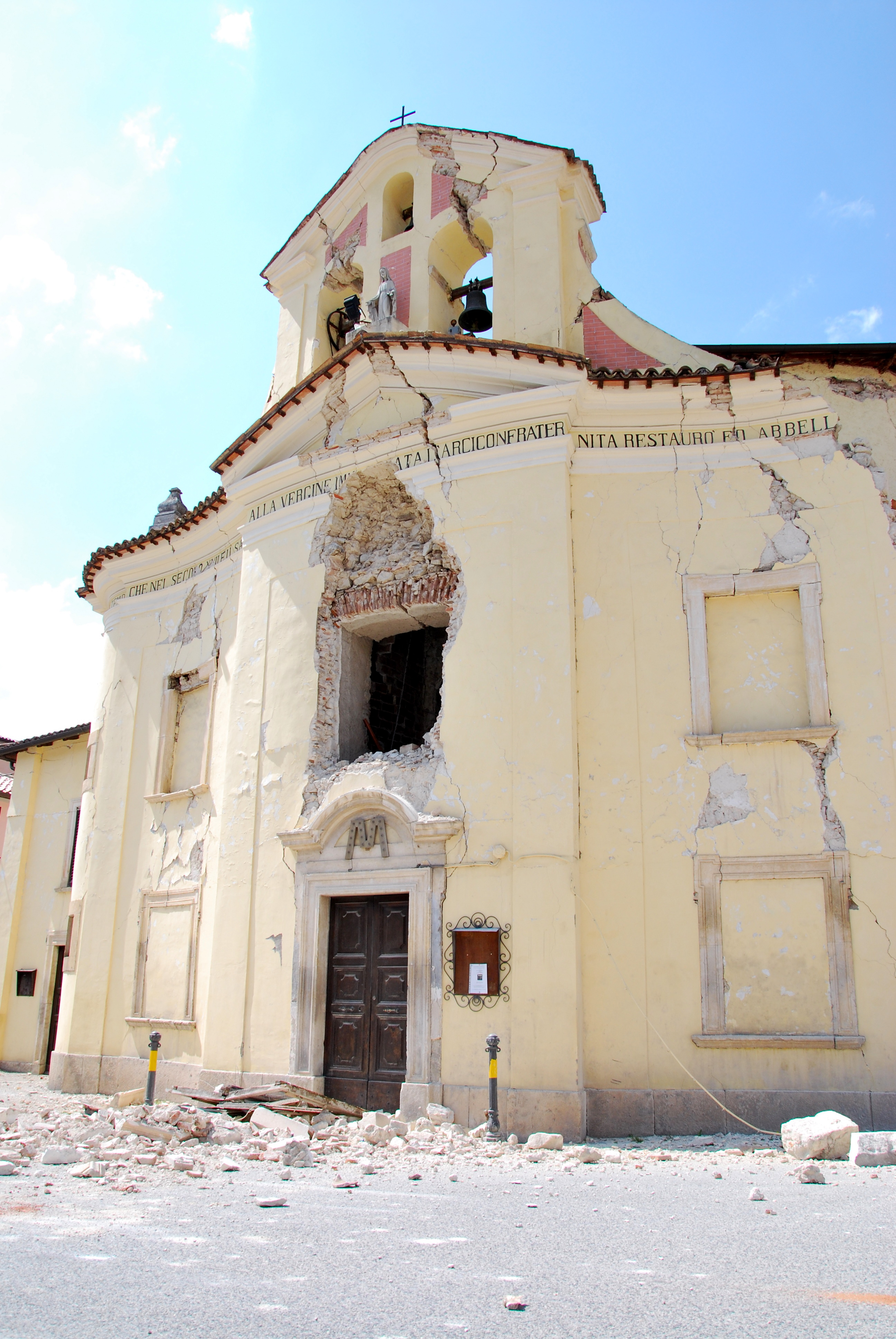
Iglesia de Santa Maria en Paganica.

### Daños
De acuerdo con un informe provisional de daños, al menos 15 000 habitantes de los Abruzos quedaron sin electricidad, las vías de comunicación con Roma (situada a 85 kilómetros), terminaron cortadas; se derrumbaron casas del centro histórico de Arischia, epicentro del temblor y la cúpula de la iglesia de las Santas se hundió. Según la prensa local varios edificios del casco antiguo de L'Aquila colapsaron, entre ellos parte de una residencia universitaria y la torre de una iglesia.
Como consecuencia de todo ello, el Gobierno italiano decretó el Estado de emergencia y el primer ministro Silvio Berlusconi canceló su viaje a Moscú para acudir a la zona afectada por el terremoto.
El terremoto dañó numerosos monumentos históricos en la región de Abruzos. La ciudad de L'Aquila, capital de Abruzos, fundada en el siglo XIII, resultó entre las más perjudicadas por el gran número de bienes arquitéctónicos que contaba, tanto de la época medieval como del Barroco. Un castillo construido en el siglo XV, durante la dominación española, que es sede del Museo Nacional de Abruzos, sufrió también daños materiales y tuvo que ser cerrado.
En Roma, las célebres Termas de Caracalla, uno de los monumentos más imponentes de la Roma imperial construidas en el siglo III, resultaron levemente dañadas por el sismo.

### Predicción del sismo

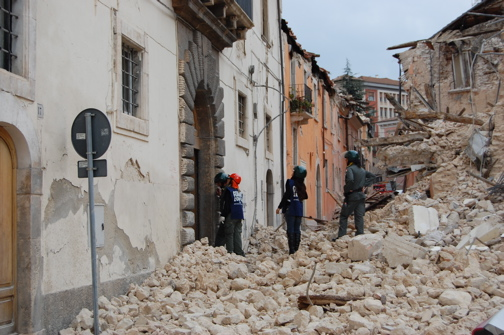
Daños del terremoto.

El sismólogo italiano Giampaolo Giuliani predijo que habría un terremoto importante en la zona de L'Aquila semanas antes del seísmo ocurrido en el centro del país, aunque fue denunciado a las autoridades por causar pánico en la población y se vio obligado a retirar sus conclusiones de internet. En marzo Giuliani empezó a alertar a la población de L'Aquila, montado en una furgoneta con altavoces, para que evacuaran sus casas por la inminencia de un terremoto, causando la ira del alcalde. Giuliani basó sus pronósticos en los aumentos de las concentraciones de gas radón en zonas sísmicamente activas. Sin embargo, Giuliani erró la fecha y la magnitud (había anunciado para el 29 de marzo un sismo "desastroso"). Según Emilio Carreño, director de la Red Sísmica Española, las emisiones de radón "no pueden utilizarse como un método de predicción preciso", mientras que la geofísica María José Jurado, quien afirma conocer a Giuliani, manifestó que se trató de una "coincidencia".

## Ayuda internacional
Italia recibió la ayuda de otros países en la reconstrucción de lugares de interés cultural que fueron dañados o destruidos.
El primer ministro italiano Silvio Berlusconi anunció en una conferencia de prensa que Italia había rechazado ofertas de ayuda humanitaria inmediata para las víctimas del terremoto. Desafortunadas fueron las declaraciones en las que dijo que las personas que se encontraban fuera de sus casas debían tomarse la situación como unos días en un cámping.
Varios artistas se unieron a la causa para donar dinero, en los que se encontraban Madonna y Shakira. "Estoy feliz de prestar ayuda al pueblo de donde son mis ancestros", dijo Madonna en un comunicado. "Acompaño en sentimiento a las familias que han perdidos seres queridos o sus hogares", agregó. A pesar de no haber dicho la cantidad, un sitio de celebridades dijo que la suma se acercaba a los US$500,000.

### Reacciones
- Santa Sede - El papa Benedicto XVI expresó su "consternación" por el terremoto y en un telegrama al arzobispo de L'Aquila, Giuseppe Molinari, afirmando que compartía "el dolor de las queridas poblaciones" afectadas por el sismo y rezaba "por las víctimas y en particular por los niños". De manera extraordinaria, permitió que se celebrase la Misa el día del Viernes Santo por el cardenal Tarcisio Bertone.[17]
- Estados Unidos - El presidente de Estados Unidos, Barack Obama, expresó sus condolencias a las víctimas del terremoto. En una rueda de prensa con el presidente turco, Abdullah Gül, Obama hizo referencia a la catástrofe y, tras ofrecer sus condolencias, expresó su esperanza de que los equipos de rescate "consigan llegar a tiempo para salvar víctimas".[18][19]
- España - Juan Carlos I de España mandó condolencias al pueblo italiano y al Primer ministro Silvio Berlusconi, posteriormente lo hacía el presidente del Gobierno español, José Luis Rodríguez Zapatero, que envió un "mensaje de condolencias y solidaridad" al Primer ministro italiano, Silvio Berlusconi.[19]
- Italia - Berlusconi decretó el estado de emergencia nacional mientras que el director de Protección Civil, Guido Bertolaso, advirtió de que ésta podía ser "la peor tragedia desde el inicio del milenio".[19]
- Canadá - El Canciller de Canadá Lawrence Cannon dijo en un comunicado "Estoy profundamente apenado a raíz de la devastación y las pérdidas de vidas causada por el sismo de hoy". "En nombre del gobierno y el pueblo de Canadá, envío nuestras más sinceras condolencias a quienes perdieron a sus seres queridos en esa tragedia", agregó.[20]
- Chile - En un comunicado, El Gobierno de Chile expresó – a través del Ministerio de Relaciones Exteriores – "su más profundo pesar frente a los efectos del devastador terremoto que asoló la región italiana de Abruzzo, que dejó como saldo la sensible pérdida de numerosas vidas humanas y ocasionó graves daños al patrimonio artístico y arquitectónico de la zona. Asimismo, expresa sus condolencias al Gobierno Italiano y manifiesta su solidaridad con su población en este difícil momento".[21]
- México - Por conducto de la Secretaría de Relaciones Exteriores (SRE), el gobierno mexicano expresó su solidaridad y condolencias al pueblo y gobierno de Italia por el terremoto registrado en ese país en las primeras horas de este lunes. "México desea hacer llegar su mensaje solidario a las poblaciones de la región italiana de Abruzzo, en especial a L'Aquila, ciudad medieval levantada en el siglo XIII y capital de esa región, que ha sido el lugar más afectado por el sismo de 6.3 grados en la escala de Richter. El Gobierno de México transmite sus más sinceras condolencias a los familiares de las víctimas en estos difíciles momentos y lamenta profundamente este hecho ocurrido en la nación italiana", manifestó en un comunicado la Cancillería mexicana.[22]